# Tony Christie
Anthony Fitzgerald (Yorkshire; 25 de abril de 1943), conocido profesionalmente como Tony Christie, es un músico y cantante británico. Es más conocido por su grabación de "(Is This the Way to) Amarillo", un doble éxito en las UK Singles Chart.

## Carrera

### Años 1960 y 1970
Nacido como Anthony Fitzgerald, Christie adoptó su nombre artístico después de ver la película Darling (1965), protagonizada por Julie Christie.
Descubierto y dirigido por Harvey Lisberg, Christie tuvo tres éxitos en 1971 con el sello MCA Records, empezando por "Las Vegas", que alcanzó el número 21 en el Reino Unido, y continuó con dos éxitos en el Top 20 de la UK Singles Chart con "I Did What I Did for Maria", que alcanzó el número dos, y "(Is This the Way to) Amarillo", que alcanzó el número 18, todos en 1971. En 1973 tuvo un éxito menor con "Avenues and Alleyways", que alcanzó el número 37. También fue el tema musical de la serie de televisión de la BBC The Protectors. Además, a principios de 1976 obtuvo un éxito con "Drive Safely Darlin'", que llegó al 35 en la Uk Singles Charts. "Is This the Way to Amarillo" había vendido más de un millón de copias en septiembre de 1972 y fue disco de oro. Sus primeras canciones eran temas dramáticos con grandes voces, muchos de ellos escritos por Mitch Murray y Peter Callander.
Christie grabó álbumes con regularidad a lo largo de la década de 1970 y apareció con poca frecuencia en las listas de éxitos. Su álbum With Loving Feeling se vendió bien, impulsado por el éxito del sencillo "(Is This The Way to) Amarillo". En 1973 grabó un álbum en Estados Unidos con el productor Snuff Garrett, que no sirvió para frenar su caída comercial. Le siguió un álbum en directo que se vendió relativamente mejor, pero a mediados de la década de 1970 los trabajos grabados se hicieron más escasos y se dio preferencia a los escenarios. En junio de 1972, fue invitado a participar en el festival de música The Golden Orpheus, en Bulgaria, que fue grabado y publicado en vinilo por la compañía musical gubernamental Balkanton.
Christie interpretó el papel de Magaldi en la grabación del álbum original de 1976 de Evita (cantando la canción en solitario "On this Night of a Thousand Stars" y el dúo con Julie Covington "Eva And Magaldi / Eva Beware Of The City") e intentó representar al Reino Unido en el Festival de la Canción de Eurovisión 1976, con la canción "The Queen of the Mardi Gras", pero quedó en tercer lugar en el concurso para seleccionar un participante, por detrás de los eventuales ganadores del concurso, Brotherhood of Man.

### Años 1980 y 1990
Aunque su popularidad decayó en su Reino Unido natal durante la mayor parte de las décadas de 1980 y 1990, Christie mantuvo una exitosa carrera como cantante en la Europa continental durante este periodo. Especialmente en Alemania, donde grabó cuatro álbumes con el productor alemán Jack White, en especial su primer disco en colaboración Welcome to My Music, que alcanzó el número 7 en las listas alemanas y fue disco de platino. De 1991 a 2002, Christie grabó nueve álbumes especialmente para el mercado alemán.
En 1999, Christie cantó el éxito de Jarvis Cocker "Walk like a Panther", grabado por el grupo de Sheffield All Seeing I. Su influencia en una nueva generación de cantantes quedó patente cuando el grupo de pop indie Rinaldi Sings publicó una versión de "Avenues & Alleyways" en marzo de 2004.

### Años 2000
En 2002, "(Is This the Way to) Amarillo" se utilizó en la serie cómica de televisión Peter Kay's Phoenix Nights, lo que provocó un resurgimiento de su popularidad. La canción se reeditó el 14 de marzo de 2005 para recaudar fondos para la organización benéfica Comic Relief, y alcanzó el número 1 en la UK Singles Chart (superando todas las ventas de la primera versión juntas). Esto supuso el mayor número de ventas de un número 1 en todo el año, con siete semanas en lo más alto de la lista. También se convirtió en la canción que más tiempo había permanecido en el primer puesto desde "Believe" de Cher, casi siete años antes. El sencillo se acreditó como "featuring Peter Kay", aunque Kay sólo aparecía en el vídeo; la pista de audio era la edición original de 1971. Su álbum The Definitive Collection también alcanzó el número 1 la semana siguiente en la UK Album Chart, batiendo récords cuando también llegó al número 1 en la lista de descargas.
En 2005, el cantante neerlandés Albert West versionó la misma canción. Esta versión alcanzó el número 25 en la Dutch record chart. Ese mismo año, Christie volvió a grabar "Amarillo" junto con la Hermes House Band para el mercado alemán, alcanzando el número 25 en las listas alemanas y realizando varias actuaciones en televisión. Tras el éxito de la canción, Christie recibió la libertad de Amarillo, Texas, e hizo una aparición como invitada en la telenovela de Yorkshire Emmerdale.
Unos meses más tarde volvió a lanzar otro sencillo, "Avenues & Alleyways", como continuación del éxito de "Amarillo". Aunque solamente alcanzó el número 26 en la UK Singles Chart, volvió a superar al lanzamiento original, que llegó al número 37 en 1973. Tras este éxito, Christie lanzó un single el 5 de diciembre de 2005, una versión para big band de "Merry Xmas Everybody" de Slade. La cara B contenía una versión para big band de "Is This the Way to) Amarillo" y una grabación en directo de "If It Feels Good, Do It", además de vídeos de las dos primeras canciones. Sin embargo, solo alcanzó el número 49 en la lista de ventas del Reino Unido.
Coincidiendo con el Mundial de Fútbol de 2006, el 29 de mayo de 2006 se publicó una nueva versión de "Amarillo" en el nuevo sencillo "(Is This the Way to) The World Cup", que alcanzó el número 8 en el Reino Unido. El 6 de noviembre de 2006, Christie publicó el álbum Simply in Love.
En 2008, Christie grabó el álbum Made in Sheffield, con producción de Richard Hawley y colaboraciones de Alex Turner y Jarvis Cocker. El 20 de mayo de 2008, interpretó una de las canciones del álbum, "Danger Is A Woman in Love", en el Royal Albert Hall con Hawley. En 2009 se publicó el single descargable "Every Word She Said". Ese mismo año, Christie también participó en "Heresy", con el grupo de su sobrino Laruso, que se publicó en su álbum de debut A Classic Case of Cause and Effect.
En julio de 2010, Christie debutó en el West End en el musical Dreamboats and Petticoats, en el Playhouse Theatre de Londres, interpretando los papeles de "Older Bobby" y "Phil". El 22 de diciembre de 2010, Christie apareció en una versión para famosos de Come Dine with Me. Christie quedó segunda, junto con la actriz Susie Amy, por detrás de la ganadora Janet Ellis, pero por delante del músico y actor Goldie. El premio del programa de Channel 4, de 1.000 libras esterlinas, se destinó a obras benéficas.

### Años 2010
Tras firmar con el sello Acid Jazz, se anunció la publicación de un álbum inspirado en el Northern Soul en enero de 2011. El decimonoveno álbum de estudio de Christie, Now's the Time!, se publicó en el Reino Unido el 7 de febrero de 2011 a través de Acid Jazz. Producido por Richard Barrett de All Seeing I, incluía colaboraciones con Jarvis Cocker y Róisín Murphy. Martin Townsend, del Daily Express, le dedicó una crítica favorable, diciendo que rezumaba ingenio y estilo. La canción "Nobody in the World", publicada por Acid Jazz en un single de 45 rpm el año anterior, aparece en el álbum.
Coincidiendo con sus 50 años en la industria musical, Christie se embarcó en una gira nacional de 50 fechas para promocionar el nuevo álbum. A lo largo del verano, Christie viajó con su banda por todo el país actuando en todo tipo de locales. ¡La gira incluyó su catálogo de éxitos, como "Avenues and Alleyways", "Las Vegas" y "Walk Like A Panther", así como varios temas del nuevo álbum Now's the Time! También incluyó una versión de "Mr Bojangles", que hizo famosa Sammy Davis Jr., y una versión del éxito de Smokey Robinson "Shop Around".
El 23 de octubre de 2011, Christie lanzó un sencillo benéfico, un arreglo especial de "Steal The Sun" a beneficio de la organización benéfica Help for Heroes, que apoya a todas las fuerzas británicas que luchan en primera línea en Afganistán. El sencillo solo se podía descargar en iTunes, HMV y Amazon, y todos los beneficios se destinaron a la organización benéfica.
A partir de diciembre de 2011, Christie apareció en la pantomima en The Theatre Royal, Windsor, como el Rey.
En junio de 2014, Christie actuó en Locke Park, Barnsley, como parte de un evento musical "Live Picnic in the Park", para recaudar dinero y concienciar sobre el hospicio de Barnsley.
El 1 de julio de 2017, Christie regresó a su pueblo natal de Conisbrough, South Yorkshire, para ser el cabeza de cartel del Festival de Música de Conisbrough. Más tarde, Christie actuó en el Cambridge Arts Theatre en la pantomima Jack y las habichuelas mágicas, ambientada en la ciudad ficticia de Amarillo y en la que Christie interpretaba al Rey.

## Vida personal
Christie se casó con su esposa Susan en 1968, con la que tiene tres hijos. Actualmente residen en Lichfield, Staffordshire. En enero de 2023, Christie anunció que le habían diagnosticado demencia.